# 唐纳德·肯尼迪
唐纳德·肯尼迪（英語：Donald Kennedy，1931年8月18日—2020年4月21日）是美国神经生物学家。他曾担任美国食品药品监督管理局局長（1977年至1979年）、斯坦福大学校長（1980年至1992年）和科学雜誌主編（2000年至2008年）。

## 早年生活
1931年8月18日，唐纳德·肯尼迪出生于纽约。

## 教育生涯

#### 任教
1956年到1960年，肯尼迪在雪城大學教授生物学。
1960年，肯尼迪來到斯坦福大学教書。1967年，他擔任斯坦福大學人文与科学学院生物学系主任。

## 去世
2015年，肯尼迪中风。2020年4月21日，肯尼迪因2019冠状病毒病去世，享年88岁。